# Сусило Бамбанг Юдойоно
Сусило́ Бамба́нг Юдойо́ноо файле (индон. Susilo Bambang Yudhoyono, произносится [susiɭɔ b̥amb̥aŋ juɖ̥ɔjɔnɔ]; в русскоязычных СМИ также часто встречается неверная транслитерация части имени — Юдхойоно; в Индонезии широко известен под аббревиатурой SBY; род. 9 сентября 1949, Тремас) — индонезийский военный и политический деятель, шестой президент Индонезии и первый, избранный прямым голосованием избирателей (2004—2014). Также занимал посты министра-координатора по вопросам политики, права и безопасности (2000—2004) и министра энергетики и природных ресурсов (1999—2000). Отставной генерал; во время военной службы занимал посты командующего II военным округом «Шривиджая» (1996—1997) и начальника управления Вооружённых сил по социально-политическим вопросам.
Лидер Демократической партии со времени её основания (2002); председатель партии с 2013 года.

## Ранние годы жизни

### Детство и юность
Сусило Бамбанг Юдойоно родился 9 сентября 1949 года в деревне Тремас (район Арджосари, округ Пачитан, провинция Восточная Ява) в семье военного со средним достатком. Его отца звали Раден Сукочо (индон. Raden Soekotjo), мать — Сити Хабиба (индон. Siti Habibah). Как и у многих индонезийцев, у него нет фамилии: Сусило Бамбанг Юдойоно — три личных имени санскритского происхождения, примерно означающие «добродетельный рыцарь».
Юдойоно хорошо учился в школе, а также достиг успехов во внешкольной деятельности — такой как игра в театре, написание стихов и рассказов. Вместе со своими школьными товарищами он принял участие в создании баскетбольной команды «Клуб Раджавали» (индон. Klub Rajawali) и музыкальной группы Gaya Teruna. В пятом классе будущий президент посетил Военную академию в Магеланге; впечатления от посещения академии, а также пример собственного отца — армейского офицера, повлияли на желание Юдойоно стать военным.

### Военная карьера
В 1968 году, сразу после окончания школы, Юдойоно попытался поступить в Военную академию, однако пропустил срок регистрации абитуриентов, поступив вместо этого на кафедру машиностроения Технологического института «10 ноября». В 1970 году он поступил в академию со второй попытки, сдав специальный экзаменационный тест в городе Бандунг. В 1973 году он окончил академию, получив звание второго лейтенанта, став лучшим выпускником года. Тогда же президент Сухарто наградил его медалью Ади Макаяса (индон. Adhi Makayasa).
После окончания академии Юдойоно начал службу в Командовании стратегического резерва сухопутных войск (Кострад) — элитном подразделении индонезийских сухопутных войск, став командиром взвода в 330-м десантном батальоне. В свободное от выполнения командирских обязанностей время он давал своим солдатам уроки английского языка. Благодаря хорошему знанию английского, в 1975 году он был направлен в служебную командировку в США, где проходил обучение в Парашютно-десантной школе Армии США и Школе рейнджеров в Форт-Беннинге.
В 1976 году Юдойоно вернулся в Индонезию, где стал командиром взвода 305-го батальона, расквартированного в Восточном Тиморе — регионе, незадолго до того оккупированном Индонезией. В 1977 году его назначили командиром миномётного взвода; с 1977 по 1978 год он был оперуполномоченным по воздушно-десантной бригаде, с 1979 по 1981 год — командиром батальона Кострад, с 1981 по 1982 год служил в штаб-квартире армии. Впоследствии Юдойоно, как и многих других офицеров, служивших в Восточном Тиморе, критиковали за совершение индонезийской армией военных преступлений против местного населения, однако обвинения в конкретных преступлениях ему никогда не предъявлялись.
Во время работы в штаб-квартире армии Юдойоно был вновь отправлен в США, где проходил обучение в Пехотной школе Армии США, а также стажировку в 82-й воздушно-десантной дивизии. Затем он был направлен в Панаму, где прошёл курс обучения боевым действиям в джунглях. В 1983 году, после возвращения в Индонезию, он короткое время был начальником школы инструкторов пехоты, после чего был направлен в Бельгию и ФРГ, где прошёл обучение по обращению с противотанковым оружием. В 1985 году он прошёл стажировку в батальоне малайзийских коммандос.
С 1986 по 1988 год Юдойоно служил командиром батальона, а в 1988 году — членом оперативного штаба IX военного округа «Удаяна», охватывающего территории острова Бали и Малых Зондских островов. В 1989 году он стал преподавателем в Армейском штабном колледже; там он выступил с докладом на тему «Профессионализм Вооружённых сил Индонезии в настоящем и будущем». Тогда же он, в соавторстве с Агусом Вирахадикусума, опубликовал книгу под названием «Проблемы развития». Одновременно с преподавательской и писательской деятельностью Юдойоно занимался и продолжением своего образования, получив степень магистра в области управления бизнесом в Вебстерском университете (1991), а также окончив Колледж командования Армии США и Генерального штаба в Форт-Ливенворте, штат Канзас.
В 1992 году Юдойоно был переведён в Департамент информации сухопутных войск, где занимался написанием речей для начальника штаба сухопутных войск генерала Эди Судраджата. Он оставался в близком окружении Судраджата и после того, как в 1993 году последний был назначен главнокомандующим Вооружёнными силами. Однако в том же году после отставки Судраджата Юдойоно был переведён обратно в Кострад в качестве командира бригады. Год спустя Юдойоно был назначен помощником командующего военным округом «Джая» по специальным операциям, затем он был переведён в IV военный округ «Дипонегоро», охватывающий территорию Центральной Явы. В 1995—1996 годах он был главным военным наблюдателем от Индонезии при миротворческих силах Организации Объединённых Наций в Боснии и Герцеговине.
В 1996 году, вскоре после возвращения из Боснии, Юдойоно был назначен начальником штаба военного округа «Джая»; вскоре он был повышен до командующего II военным округом «Шривиджая», охватывающим территорию Суматры. В 1997 году он был назначен начальником управления Вооружённых сил по социально-политическим вопросам; одновременно он стал главой фракции Вооружённых сил в Народном консультативном конгрессе (НКК) — высшем законодательном органе страны.
В 1998 году Юдойоно, вместе с рядом других высших офицеров, провёл встречу с мусульманским деятелем Нурхолишем Маджидом, одним из наиболее авторитетных умеренных лидеров оппозиционного движения; по итогам встречи стороны пришли к соглашению, что Сухарто должен уйти в отставку, однако Юдойоно и его сослуживцы отказались выступить с публичной критикой президента и потребовать от него отказаться от власти. Тем не менее, 21 мая 1998 года Сухарто, уступив давлению оппозиции, всё же ушёл в отставку.
В 1999 году, в рамках курса нового армейского руководства на отказ армии от политической власти, возглавляемое Юдойоно Управление Вооружённых сил по социально-политическим вопросам было переименовано в Управление Национальной армии Индонезии по территориальным вопросам — одновременно с изменением названия самой армии. В это время популярность Юдойоно начала расти, он стал известен как один из лидеров реформаторского крыла в армейских рядах. Благодаря высокой образованности и репутации прекрасного тактика и стратега Юдойоно стал известен под прозвищем «думающий генерал» (англ. the thinking general).

## Политическая карьера в 1999—2004 годах

### Президентство Абдуррахмана Вахида (1999—2001)
В 1999 году новый президент Абдуррахман Вахид назначил Юдойоно на пост министра энергетики и минеральных ресурсов. По словам генерала Виранто, помогавшего Вахиду в формировании кабинета, он рекомендовал президенту назначить Юдойоно начальником штаба сухопутных войск, однако Вахид отверг эту идею. К этому времени Юдойоно уволился из армии и стал гражданским лицом; на момент отставки он имел звание генерал-лейтенанта, однако впоследствии был повышен до полного генерала.
В июне 2000 года в СМИ появилась информация о том, что Вахид, принимая во внимание отсутствие у себя опыта административной работы, собирается учредить должность первого министра, передав ему свои функции по повседневному руководству кабинетом; потенциальным кандидатом на этот пост назывался Юдойоно, однако в итоге повседневное руководство кабинетом стала осуществлять вице-президент Мегавати Сукарнопутри.
В августе 2000 года Вахид произвёл перестановки в кабинете, по итогам которых Юдойоно получил пост министра-координатора (курирующего работу нескольких министерств) по вопросам политики, права и безопасности. Одной из основных задач, поставленных перед ним президентом, было отделение армии от государства и лишение её политической власти. В это время Юдойоно заявлял:
После 1998 года военные приняли решение остаться вне политики. Основной смысл военной реформы — вернуть армии функцию сил обороны и лишить её возможности систематически влиять на политику в будущем. В современных условиях не может быть никакой так называемой «двойной функции» армии, так называемой «общественно-политической миссии вооружённых сил».
В это же время Вахид возложил на Юдойоно задачу провести переговоры с Сухарто и его семьёй, убедив бывшего президента вернуть бюджетные средства, незаконно присвоенные им во время пребывания у власти; Юдойоно не сумел справиться с этой задачей.
В начале 2001 года, после обострения отношений между президентом и законодательной властью, Вахид принял решение об образовании специального антикризисного центра во главе с Юдойоно. Целью новой структуры было объявлено оказание помощи президенту и предоставление ему советов по важнейшим вопросам политики; штаб-квартира центра была размещена в офисе Юдойоно. После этого Юдойоно стал рассматриваться СМИ как фигура, пользующаяся безусловным доверием Вахида. Однако уже в июле 2001 года, когда Вахид, в результате конфликта с Советом народных представителей (СНП), решил распустить СНП и отдал распоряжение Юдойоно объявить в стране чрезвычайное положение, последний отказался выполнять его, после чего Вахид отправил его в отставку. Однако Юдойоно фактически проигнорировал президентский указ об отставке и открыто поддержал Мегавати Сукарнопутри в её противостоянии с Вахидом.

### Президентство Мегавати Сукарнопутри (2001—2004)
23 июля 2001 года НКК объявил импичмент Вахиду; президентские полномочия автоматически перешли к вице-президенту Мегавати Сукарнопутри. Встал вопрос об избрании нового вице-президента, и Юдойоно выдвинул свою кандидатуру на этот пост; его соперниками были представитель партии Голкар Акбар Танджунг и представитель Партии единства и развития Хамза Хаз. По итогам голосования депутатов НКК Юдойоно проиграл выборы; большинство голосов получил Хаз.
В кабинете Мегавати Юдойоно получил прежний пост министра-координатора по вопросам политики, права и безопасности. После того, как в 2002 году на острове Бали был проведён ряд террористических актов, он курировал поиск их организаторов, заслужив репутацию государственного деятеля, способного всерьёз заниматься борьбой с терроризмом. Речь, произнесённая им в первую годовщину терактов на Бали, заслужила высокую оценку в австралийских СМИ, связанную с тем, что в ходе атак террористов погибло заметное количество австралийцев. Росту репутации Юдойоно способствовала и его борьба с сепаратистами в провинции Ачех; по его совету, президент Мегавати ввела в провинции c 19 мая 2003 года чрезвычайное положение, в ноябре 2003 года оно было продлено.

### Основание Демократической партии
В 2001 году группа сторонников Юдойоно во главе с Венсом Руманкангом (индон. Vence Rumangkang) предложила ему создать и возглавить политическую партию, которая должна была обеспечить поддержку его кандидатуры на первых всенародных президентских выборах 2004 года. Формирование партии, получившей название Демократической, началось 12—19 августа и завершилось 9 сентября 2001 года; на следующий день, 10 сентября, партия была зарегистрирована в Министерстве юстиции и прав человека Индонезии. На момент основания в партии было 99 членов. Демократическая партия (ДП) изначально позиционировала себя как политическая сила, всемерно поддерживающая Юдойоно; так, день основания партии, 9 сентября, был специально приурочен к дню рождения её лидера.

### Предвыборная кампания (2003—2004)
В 2003 году различные политические силы заявили о поддержке кандидатуры Юдойоно на грядущих выборах. Первой с таким заявлением выступила Демократическая партия государственности (ДПГ); в сентябре 2003 года Юдойоно выдвинула в президенты и ДП. При этом сам Юдойоно никак не отреагировал на инициативу ДПГ и ДП, продолжая работу на министерском посту; для выдвижения своей кандидатуры на выборах он должен был подать в отставку со всех государственных должностей. Его позиция вызвала разочарование у ДПГ, в то время как руководство ДП заявило о том, что её заявление о поддержке Юдойоно остаётся в силе.
1 марта 2004 года секретарь Юдойоно Суди Силалахи объявил в СМИ, что в течение последних шести месяцев Юдойоно фактически не исполнял обязанности министра-координатора. На следующий день, 2 марта Мегавати Сукарнопутри прокомментировала это высказывания, заявив, что она никогда не чинила препятствий работе Юдойоно. В это же время муж Мегавати Тофик Киемас назвал заявления секретаря Юдойоно инфантильными жалобами и обвинил бывшего генерала в боязни выдвинуть свою кандидатуру на выборах. 8 марта Юдхойоно направил Мегавати письмо с просьбой о личной встрече для обсуждения его министерских полномочий; Мегавати не ответила, но пригласила его на заседание кабинета министров 11 марта. Однако Юдойоно не появился на заседании; на состоявшейся в тот же день пресс-конференции он объявил об уходе с поста министра-координатора и о готовности участвовать в выборах президента.
Несмотря на то, что после конфликта с Мегавати популярность Юдойоно существенно выросла, это не сказалось на популярности его партии; на парламентских выборах 2004 года ДП получила 7,5 % голосов, что было недостаточно для выдвижения её лидера в президенты. Для того, чтобы обеспечить себе выдвижение, Юдойоно заручился поддержкой ряда других партий — Партии звезды и полумесяца, Партии Звезды реформ, а также Партии справедливости и единства Индонезии. Кандидатом в вице-президенты при нём стал представитель партии Голкар Юсуф Калла.
Взгляды Юдойоно на будущее Индонезии были изложены в его книге «Видение мира», которая в ходе избирательной кампании распространялась бесплатно. Лидер ДП строил свою концепцию развития страны на четырёх столпах: процветании, мире, справедливости и демократии. Он обещал привести страну к экономическому процветанию, обеспечив рост экономики на уровне не менее 7 %, а также возрождение малого и среднего бизнеса. Кроме того, он обещал упростить выдачу кредитов, внести изменения в трудовое законодательство и искоренить коррупцию. В одном из интервью он заявил:
Если мы хотим снизить уровень бедности, создать новые рабочие места, увеличить покупательную способность и восстановить инфраструктуру, то нам понадобятся новые капиталовложения. Конечно, для того, чтобы иметь возможность приглашать инвесторов, мы можем улучшить и инвестиционный климат — путём создания стабильных юридических гарантий, политической стабильности, поддержания законности и правопорядка, содержательной налоговой и таможенной политики, хорошим управлением трудовыми ресурсами. Я обеспечу все эти гарантии для привлечения инвестиций в Индонезию.
Благодаря вышеназванным обещаниям, а также благодаря прекрасным ораторским способностям, Юдойоно стал фаворитом президентской гонки, опережая, согласно данным опросов, других кандидатов — Мегавати, Виранто, Амина Раиса и Хамзу Хаза. 5 июля 2004 года состоялся первый тур президентских выборах, в котором он получил 33 % голосов избирателей, выйдя во второй тур вместе с Мегавати. Определённую сложность для Юдойоно представило образование перед вторым туром коалиции Демократической партии борьбы Индонезии, возглавляемой Мегавати, с рядом других партий — Голкаром, Партией справедливости и мира и Национальной партией Индонезии. В то же время к партиям, поддерживающим его кандидатуру, присоединились Партия национального пробуждения, Партия справедливости и благоденствия и Партия национального мандата. 20 сентября 2004 года состоялся второй тур выборов, в котором Юдойоно одержал победу, получив 60,87 % голосов; 20 октября состоялась его инаугурация.

## Деятельность на посту президента (2004—2014)

### Первый срок (2004—2009)
После своего избрания Юдойоно сформировал новый кабинет, получивший название Кабинета единой Индонезии и включивший в себя 36 министров — представителей Демократической партии, Голкара, Партии единства и развития, Партии национального пробуждения, Партии национального мандата, Партии справедливости и благоденствия и Партии звезды и полумесяца. В составе кабинета было 4 женщины, а также 5 отставных военных.
В 2004 году Юдойоно защитил докторскую степень в области экономики сельского хозяйства в Богорском сельскохозяйственном институте (тема диссертации — «Изучение финансовых инструментов развития экономически отсталых регионов Индонезии»).
6 мая 2005 года Юдойоно посетил Сухарто, страдавшего от кишечных кровотечений и находившегося на лечении. 5 января 2007 года Юдойоно вновь посетил бывшего президента, госпитализированного в связи с анемией и проблемами с сердцем и почками; главу государства сопровождала его жена. После этого Юдойоно выступил с призывом ко всем индонезийцев молиться за выздоровление Сухарто. Пресс-секретарь президента Анди Малларангенг, комментируя возможность правовой реабилитации Сухарто за деяния, совершённые в годы президентства, заявил: «Посещение бывшего президента, находящегося в больнице, действующим — это нормальное явление. Тем не менее, демонстрация человечности и правовое действие — это две разные вещи».
В мае 2005 года на первом национальном съезде ДП Юдойоно был избран председателем Исполнительного Совета партии.
Став президентом, Юдойоно уделял большое внимание развитию образования и здравоохранения. Так, в июле 2005 года по инициативе президента была запущена программа оперативной помощи школам (индон. Bantuan operasional sekolah; BOS), предусматривающая значительное увеличение государственной поддержки учреждений среднего образования и снижение платы за обучение в них. В июне 2006 года стартовал проект «Книги BOS», в рамках которого государство выделяло средства на приобретение учебников. В январе 2005 года было основано Общество медицинского страхования (индон. Asuransi Kesehatan Bakin, Askeskin), позволившее большому количеству индонезийцев с низким достатком получить доступ к этому виду страхования.
В первый период президентства Юдойоно большое влияние на государственные дела оказывали его взаимоотношения с вице-президентом Юсуфом Каллой, осложнённые тем фактом, что руководство партии Голкар, хоть и входившей в состав правительственной коалиции, не во всём поддерживало пропрезидентскую ДП. Эти противоречия осложнились после того, как 19 декабря 2004 года Калла был избран председателем Голкара, и продолжали нарастать в дальнейшем. Калла, опираясь на поддержку Демократической партии борьбы Индонезии и Голкара, обладавших значительным числом мест в парламенте, неоднократно принимал важные для государства решения без консультаций с президентом. Так, после разрушительного цунами 26 декабря 2004 года Калла без санкции Юдойоно подписал распоряжение о восстановительных работах в провинции Ачех; впоследствии законность этого распоряжения была подвергнута сомнению, несмотря на то, что Юдойоно заявил о том, что лично поручил Калле организацию восстановительных работ. В сентябре 2005 года, когда Юдойоно отправился в Нью-Йорк для участия в ежегодном саммите ООН, он проводил совещания с министрами путём видеоконференций. При этом Калла остался в Индонезии и практически не участвовал в видеоконференциях, появившись только на одной из них; вследствие этого в индонезийских СМИ распространилась версия о том, что вице-президент потерял доверие Юдойоно. В феврале 2007 года глава государства расширил полномочия Президентской службы по организации программы реформ, до этого занимавшейся вопросами бизнеса и правоохранительной деятельности, поручив этой структуре также вопросы борьбы с бедностью, организации материальной поддержки малообеспеченным, государственной службы, а также осуществления программ в области образования и здравоохранения. Это решение Юдойоно было трактовано как попытка ограничить полномочия Каллы, так как вышеназванные вопросы в прошлом курировал вице-президент, однако сам Юдойоно опроверг такую трактовку его действий, заявив, что будет советоваться с Каллой по всем вопросам.
12 сентября 2006 года папа римский Бенедикт XVI в своей лекции, прочитанной в германском Регенсбургском университете, процитировал негативное высказывание императора Византии Мануила II Палеолога об исламе, что вызвало международный скандал и обострило противоречия между христианами и мусульманами. Комментируя высказывания папы, Юдойоно называл их «неумными и неуместными», заявив, что «индонезийские мусульмане должны обладать мудростью, терпением и сдержанностью для решения этого деликатного вопроса».
17 августа 2007 года Юдойоно предложил созвать саммит восьми государств (Бразилия, Габон, Демократическая Республика Конго, Индонезия, Камерун, Коста-Рика, Малайзия и Папуа-Новая Гвинея), обладающих 80 % мировой площади тропических лесов, и обсудить на нём вопросы глобального потепления; этот саммит состоялся 24 сентября того же года в Нью-Йорке под председательством Индонезии. С 3 по 15 декабря 2007 года на индонезийском острове Бали прошла 13-я Конференция сторон в рамках Рамочной конвенции Организации Объединённых Наций об изменении климата.
В конце 2007 года по распоряжению Юдойоно было подписано соглашение о зоне свободной торговли между Индонезией и Японией. В следующем году на основании доклада Индонезийско-Тиморской комиссия по установлению истины и дружбе признал о имевших место нарушениях прав человека во время оккупации Восточного Тимора.
8 июля 2009 года состоялись очередные президентские выборы, на которых Юдойоно одержал победу в первом туре, получив 60,08 % голосов, обойдя Мегавати Сукарнопутри (26,79 %) и Юсуфа Каллу (12,41 %). 23 июля Центральная избирательная комиссия официально объявила его победителем выборов.
В 2009 году журнал Time включил Юдойоно в число 100 самых влиятельных людей мира.

### Второй срок (2009—2014)
В октябре 2009 года Юдойоно сформировал Второй кабинет единой Индонезии: в его состав вошли представители Демократической партии, Голкара, Партии справедливости и благоденствия, Партии национального мандата, Партии единства и развития и Партии национального пробуждения. Новым вице-президентом вместо Каллы стал Будионо.
В 2010 году был раскрыт заговор против Юдойоно; по сообщению индонезийских спецслужб, выступление заговорщиков должно было произойти 17 августа 2010 года, в День независимости Индонезии.
В декабре 2012 года Jakarta Post писала о том, что Юдойоно и председатель Демократической партии борьбы Индонезии Мегавати Сукарнопутри пришли к соглашению о том, что на грядущих в 2014 году выборах Юдойоно и его партия поддержит кандидата от ДПИ-Б. Однако впоследствии это соглашение не было выполнено, на президентских выборах Демократическая партия не поддержала ни одного кандидата.
30 марта 2013 года Юдойоно был избран председателем Демократической партии.
9 июля 2014 года состоялись президентские выборы, на которых кандидат от ДПИ-Б Джоко Видодо одержал победу над бывшим генералом Прабово Субианто. 20 октября 2014 года Юдойоно официально передал полномочия своему преемнику.

## После президентства
После отставки с поста президента Юдойоно остался в политике. В 2015 году его переизбрали председателем Демократической партии. На президентских выборах 2019 года он поддержал Прабово Субианто, который в итоге вновь проиграл действующему президенту Джоко Видодо.
1 июня 2019 года в Сингапуре умерла супруга Сусило Бамбанга Юдойоно, Кристиани Херавати (Ани Юдойоно).

## Творчество

### Литературная деятельность
Юдойоно — автор более 20 книг, посвящённых в основном военному и государственному строительству. Наиболее значимые из них:
- Yudhoyono, Susilo Bambang. Mengatasi Krisis, Menyelamatkan Reformasi (неопр.) / Noeh, Munawar Fuad; Mustofa, Kurdi. — 2nd. — Jakarta: Pusat Pengkajian Etika Politik dan Pemerintahan, 2000. — ISBN 979-9357-00-4.
- Yudhoyono, Susilo Bambang. Revitalizing Indonesian Economy: Business, Politics, and Good Governance (англ.). — Bogor: Brighten Press, 2004. — ISBN 979-96431-5-5.
- Yudhoyono, Susilo Bambang. Transforming Indonesia: Selected International Speeches (англ.). — 2nd. — Jakarta: Office of Special Staff of the President for International Affairs in co-operation with PT Buana Ilmu Populer, 2005. — ISBN 979-694-876-1.

Особое место среди книг Юдойоно занимает поэтический сборник «Живой сад»: Yudhoyono, Susilo Bambang. Taman Kehidupan: Kumpulan Puisi (неопр.). — 2nd. — Jakarta: Yayasan Nida Utama, 2004. — ISBN 979-96431-8-X.

### Музыка
Во время обучения в школе Юдойоно играл в музыкальной группе Gaya Teruna. В 2000-х годах он вернулся к музыке, выпустив три альбома в стиле поп:
- 2007 — англоязычный альбом My Longing for You, содержащий 10 песен на любовную и религиозную тематику, включая кавер-версии известных песен индонезийских исполнителей[52][53];
- 2009 — индонезоязычный альбом Evolusi, написанный в сотрудничестве с Йоки Сурьопраёго[индон.] и изданный с подзаголовком «Йоки и Сусило»[53];
- 2010 — англоязычный альбом  I’m Certain I’ll Make It.

Юдойоно считает музыку одним из способов решения гуманитарных проблем.

## Семья
Сусило Бамбанг Юдойоно был женат на Кристиани Херавати, также известной как Ани Бамбанг Юдойоно, старшей дочери генерала Сарво Эдди. Супруга президента имела учёную степень Университета Мердека по политологии; в середине 2000-х годов она занимала пост вице-председателя Демократической партии. Она скончалась в 2019 году от лейкемии.
Старший сын президента Агус Харимурти Юдойоно (род. 1978 году) — отставной майор Национальной армии Индонезии. Впоследствии занялся политикой, баллотировался на выборах губернатора Джакарты в 2017 году, но проиграл Анису Басведану.
Младший сын президента Эди Баскоро Юдойоно (родился в 1982 году) имеет степень бакалавра экономики, полученную в Университете Кёртина (Перт, Западная Австралия), а также степень магистра Института оборонных и стратегических исследований в Сингапуре. На парламентских выборах 2009 года он был избран депутатом СНП от Демократической партии, был членом 1 комиссии СНП по международным делам. Женат на Сити Алия Раджаса (индон. Siti Alia Radjasa), дочери Хатты Раджасы, министра-координатора в правительстве отца. У пары есть один сын — Аирланга Сатриади Юдойоно (индон. Airlangga Satriadhi Yudhoyono).
На время президентства Юдойоно его семья проживала в президентском дворце Мердека в Джакарте. Также она владеет семейной резиденцией в Чикеасе (округ Богор, Западная Ява).

## Награды и звания

### Государственные награды

#### Ордена
- Индонезия — Орден «Звезда Республики Индонезии» 1-й степени (кавалер по должности, как президент Индонезии; 2004);
- Индонезия — Орден «Звезда за службу в вооружённых силах» 3-й степени (индон. Bintang Kartika Eka Paksi Nararya; 1998);
- Индонезия — Орден «За военные заслуги» 3-й степени (индон. Bintang Yudha Dharma Nararya; 1998);
- Индонезия — Орден «Звезда за службу в вооружённых силах» 2-й степени (индон. Bintang Kartika Eka Paksi Pratama; 1999);
- Индонезия — Орден «За военные заслуги» 2-й степени (индон. Bintang Yudha Dharma Pratama; 1999);
- Индонезия — Орден «Звезда доблести» (индон. Bintang Dharma; 1999);
- Индонезия — Орден «Звезда Махапутра» 3 степени (индон. Bintang Mahaputera Utama; 1999);
- Бруней — Орден Королевской семьи Брунея (2006)[57];
- Малайзия — Орден Короны Королевства (2008);
- Австралия — компаньон Ордена Австралии (9 марта 2010 года)[58];
- Великобритания — рыцарь Большого креста Почтеннейшего Ордена Бани (30 октября 2012 года)[59];
- Сингапур — кавалер Ордена Темасека 1 класса (3 сентября 2014 года)[60];
- Филиппины — цепь Ордена Сикатуна (2014)[61][62][63].
- Республика Корея — орден «Мугунхва» (2014)[64].

#### Медали
- Индонезия — медаль Ади Макаяса(индон. Satya Lencana Adhi Makayasa; 1973);
- Индонезия — медаль Сероджа (индон. Satya Lencana Seroja; 1985);
- Индонезия — медаль Двиджа Систа (индон. Satya Lencana Dwija Sista; 1985);
- Индонезия — медаль Санти Дарма (индон. Satya Lencana Santi Dharma; 1996).

### Международные награды
- ООН — медаль Миротворческих сил ООН (1996);
- ООН — медаль Временной администрации Организации Объединённых Наций для Восточной Славонии, Бараньи и Западного Срема (1996).

### Почётные учёные степени
- Сингапур — почётный доктор в области государственной службы Наньянского технологического университета (2005)[65];
- США — почётный доктор права Вебстерского университета (2005)[65];
- Таиланд — почётный доктор политических наук Университета Тхаммасат (2005)[65];
- Индонезия — почётный доктор сельскохозяйственных наук Университета Андалас[англ.] (2006)[65];
- Япония — почётный доктор в области государственного управления и массовых коммуникаций Университета Кэйо (2006)[65];
- Китай — почётный доктор экономических наук Университета Цинхуа (2012)[65];
- Малайзия — почётный доктор Университета Северной Малайзии (2012)[65];
- Индонезия — почётный доктор права Университета Шиа Куала[англ.] (2013)[65];
- Япония — почётный доктор в области образования и культуры Университета Сока (2014)[65];
- Япония — почётный доктор Университета Рицумейкан[англ.] (2014)[65].

## В культуре
В индонезийском фильме Di Balik 98 (1998: За кулисами), который посвящён свержению Сухарто, роль Юдойоно исполнил Панджи Прагиваксоно.